# Cementtanker

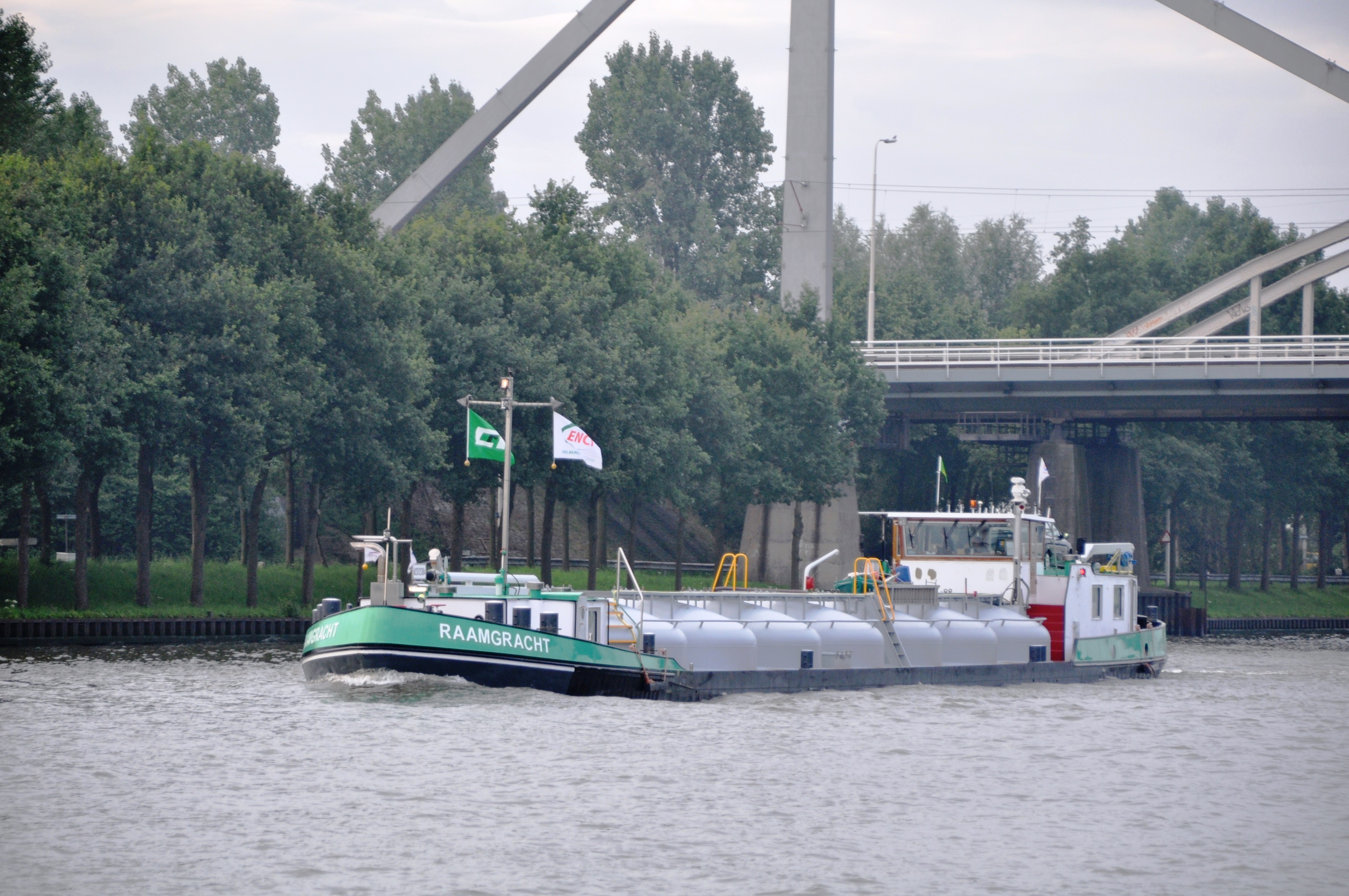
De cementtanker Raamgracht op het Amsterdam-Rijnkanaal

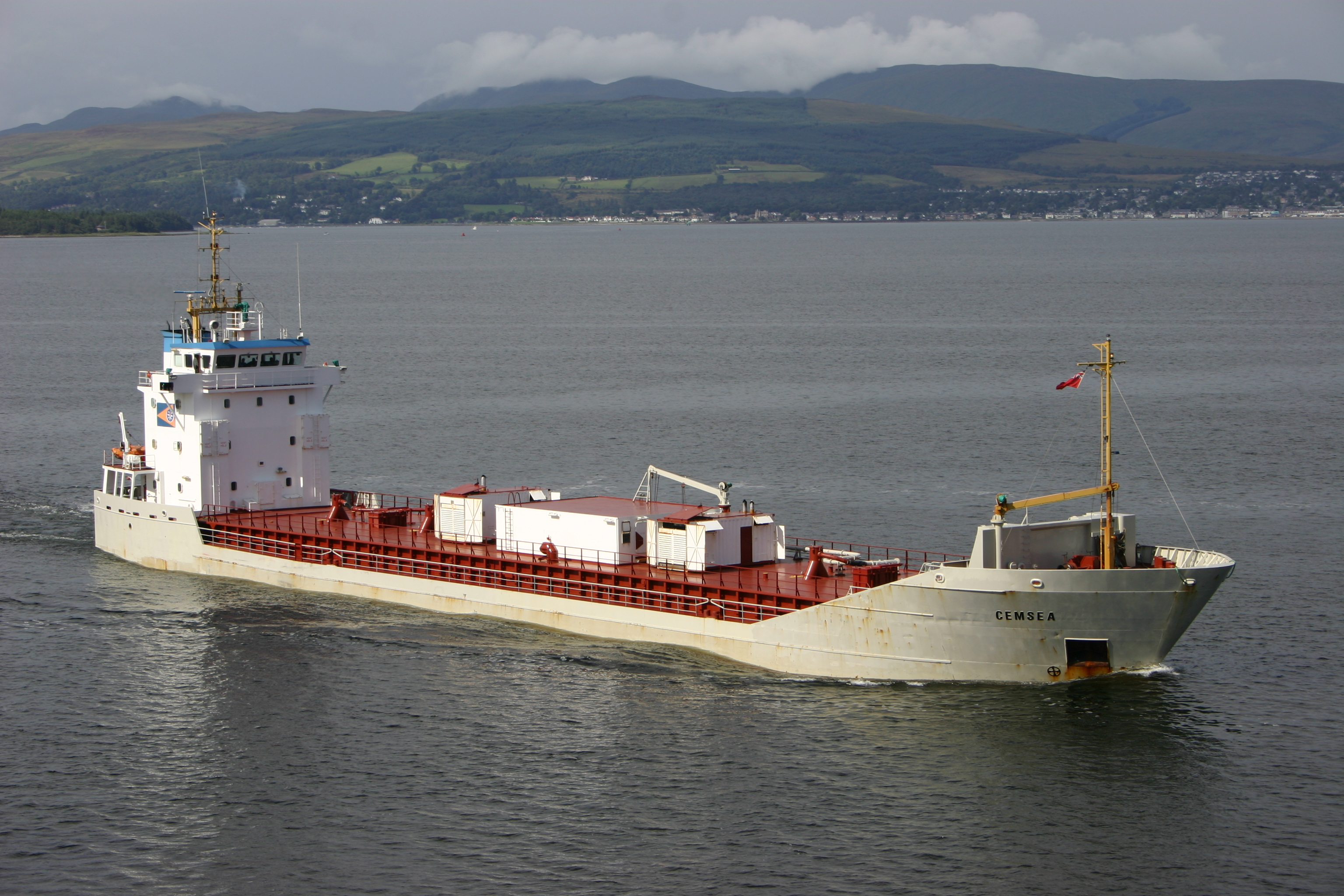
De Cemsea op de Firth of Clyde onderweg naar Glasgow

Een cementtanker is een schip dat cement in poedervorm vervoert. Dat gebeurt in meestal bolvormige tanks, omdat cement zich als vloeistof gedraagt als deze zich onder druk bevindt. Er zijn cementtankers in de binnenvaart en in de zeevaart. 
De constructie van de schepen is specifiek voor dit soort lading aangepast. Zo zijn de leidingen waardoor de cement wordt geladen en gelost zwaarder uitgevoerd in verband met slijtage, hebben een grotere wanddikte. In de techniek meestal uitgedrukt in "schedule". Ook de boogstraal van de leidingen is daarom vaak groter dan bij tankschepen voor vloeistoffen.
Dit soort tankers kunnen hun lading door middel van luchtdruk lossen met pneumatische pompen Dit soort schepen vervoeren cement, maar ook vliegas en meel wordt met vergelijkbare schepen vervoerd.